# Coelichneumon nudus
Coelichneumon nudus là một loài tò vò trong họ Ichneumonidae.